# Sandra Smith
Sandra Smith (Rosario, provincia de Santa Fe, República Argentina; 17 de mayo de 1961) es una cantante, conductora, productora y actriz de cine, teatro y televisión argentina.

## Carrera
Ya siendo profesora de danza a los 19 años, inició su carrera como cantante al integrar el legendario grupo musical que en la década de los años '80 primero fueron Los Ángeles de Smith, después fue Sandra y Los Ángeles de Smith y, más tarde, Sandra Smith y Sus Ángeles, donde solían interpretar canciones picarescas. En este grupo también estaban las hermanas Alicia Escola y Mariel Escola, con quienes realizaron presentaciones en vivo y viajaron con sus shows a otros países. En una segunda etapa, junto a Sandra, se sumaron al grupo, Graciela Lyon y Mary Nieves Pi de la Serra. Se caracterizaban por sus botas bucaneras, vincha, hombreras y strass. Estudió canto con la profesora Liana Lecuona. La primera aparición del grupo se dio en el año 1981 tras presentarse en Perú para promover el estreno de la película Ritmo, Amor y Primavera.
A fines de los '80 y principios de los '90, Sandra abandona su faceta de cantante para inclinar su carrera artística actoral.
Fue la última conductora en hacerle la última nota en vida en los sábados musicales de América a la cantante tropical Gilda, tres horas antes de su trágica muerte.
Se desempeñó en los últimos años como tesorera de UADAV (Unión Argentina de Artistas de Variedades).

## Vida privada
El apellido Smith lo adoptò de su primer marido, el músico y compositor argentino Francis Smith con quien estuvo casada por una década. Luego conoció a su segunda pareja, Santiago Olmedo, con el que convivió dieciséis años.

## Televisión
- 1980: Finalísima
- 1980: Sábados de la bondad.
- 1981: Con cierta sonrisa.
- 1984: Festival de mi ciudad.
- 1990: Sábados musicales de América junto a Carlos Maza. Emitido por Canal 13.
- 1991: Sábados musicales de América junto a Adolfo Casini. Emitido por Canal 2.
- 1992: Kanal K.
- 1994: El humor es más fuerte, junto a Mario Sapag, Haydee Padilla, Rolo Puente, María Rosa Fugazot, Eduardo Cutuli, Atilio Veronelli y la Señorita Lee.
- 1995/1996: Hoy sábado, con Jorge Rossi. Emitido por América TV.
- 1996: Seducción Latina. Por el canal Telepais Satelital.
- 1997: La máquina de hacer cosas, con Hernán Caire y Cristian Palacio.
- 1999: El Show del Mediodía por Canal 12 de Uruguay.
- 1999/2000: Campeones de la vida
- 2001: Sandra TV
- 2003: Son amores como "La Sultana de la cumbia".
- 2004: Los Roldán
- 2004: Epitafios[5]
- 2013-2014: Mis amigos de siempre.

## Radio
- 2002: Ataque de radio, magazine del espectáculo por radio FM Sol 107.5

## Cine
- 1988: Los superagentes contra los fantasmas, donde canto el tema Calentame los pies.
- 2006: El boquete, con Valentina Vassi y Mario Paolucci.[6]
- 2017: La vida sin brillos, documental dirigido por  Guillermo Felix y Nicolás Teté.

## Teatro
- 1991: Comedia musical estrenada en el "Teatro Metropolitan" , junto a Pocho La Pantera, Bady y Hector Vicari.
- 1995: Los bellos y las bestias, junto a Nito Artaza, Miguel Ángel Cherutti, Isabel Salomón, Guillermo Gil y elenco.
- 1996: Nueve semanas sin medias - "Teatro Candilejas" de Villa Carlos Paz - Córdoba junto a Fabián Gianola, Hugo Varela, Paula Volpe y elenco.
- 1998: Amante para dos, junto a Fabián Gianola, Mario Sánchez, Cristina Alberó, Romina Gay y Ricardo Morán.
- 1999: Un tango para Goldini - "Auditorio de Pilar" de Vicente López, junto a Ana Ferrer, Roberto Comas y elenco.
- 1999 - 2000: Esta noche no te toca - "Complejo Cultural y Municipal Teatro de la Torre", junto a Pablo Alarcón, Mimí Pons, Javier Iriarte, Osvaldo Guidi y Sebastián Suárez.
- 2000: Un tango para Goldini - "Auditorio del Pilar" junto a Clara Vaccaro, Carlos Véliz, Néstor Villa, Manuel Bello y elenco.
- 2003: La guerra de Adan y Eva, junto a Jorge Sassi y Guillermo Camblor.
- 2004: No me toquen el pingüino, junto a Alberto Anchart, Silvia Peyrou, Ricardo Morán y Ricardo Cánepa.
- 2006: Fanáticas del espectáculo - "Holiday Cinemas" de Villa Carlos Paz - Córdoba, junto a Karen Reichardt, Marixa Balli, Edda Bustamante y elenco.
- 2007: Marido 4 x 4, junto a Emilio Disi, Fernando Lupiz, Diego Pérez, Sabrina Rojas, Celina Rucci y Pichu Straneo, obra que estuvo en Villa Carlos Paz - Córdoba.
- 2007: Mi mujer se llama Mauricio - junto a Emilio Disi, Fernando Lupiz, Diego Pérez, Sabrina Rojas, Celina Rucci, Pichu Straneo, Carna y Vanesa Carbone.
- 2015 - 2017: Extinguidas, junto con Beatriz Salomón, Luisa Albinoni, Naanim Timoyko, Adriana Aguirre, Patricia Dal, Noemí Alan, Mimí Pons, Silvia Peyrou y Pata Villanueva.
- 2019: Lo perverso, estrenada en el teatro Código Montesco.
- 2021: Experiencia de mujer junto a Silvia Peyrou.

## Discografía
- 1986: "Calentame los pies" - Los Ángeles de Smith - RCA/ARIOLA
- 1987: "Ayer y hoy" - Sandra y Los Ángeles de Smith - MICROFÓN
- 1990: "Soy celosa" - POLYGRAM

## Simples
- 1987: "No, mi novio no quiere / Ay, qué versero" (Simple) - MICROFÓN
- 1990: "Hay que cola / Soy celosa" - POLYGRAM

## Temas interpretados
- Te enseñaré a bailar
- Dime linda chiquilina
- Estoy hecho un demonio[8]
- No, mi novio no quiere
- Ay, qué cola
- Me vengaré
- Apenada como estoy
- Nene no juegues conmigo
- Para siempre el amor
- Soy celosa
- Quien te necesita más que yo
- Calentame los pies
- Quedate piola Vicente